# ۱۱۱۸ (خورشیدی)
۱۱۱۸ هزار و صد و هجدهمین سال هجری خورشیدی است.